# Турик, Николай Антонович
Николай Антонович Турик (укр. Микола Антонович Турик; 1913 год, Носовка — 1998 год) — инженер-конструктор, директор Ворошиловградского тепловозостроительного завода имени Октябрьской революции Министерства тяжёлого, энергетического и транспортного машиностроения СССР. Герой Социалистического Труда (1971). Депутат Верховного Совета УССР 7 — 8 созывов. Кандидат в члены ЦК КПУ (1966—1977).

## Биография
Родился в 1913 году в городе Носовка.
В 1939 году окончил факультет транспортного машиностроения Харьковского механико-машиностроительного института по специальности «паровозостроение», после чего работал инженером-конструктором на Ворошиловградском паровозостроительном заводе. После начала Великой Отечественной войны находился в эвакуации, работал над разработкой и испытаниями новых типов паровозов.
После войны — инженер-конструктор, заместитель главного конструктора Ворошиловградского паровозостроительного завода. Под его руководством был разработан новый грузовой паровоз типа 1-5-1 ОР18, который по своим тяговым, экономическим и эксплуатационным свойствам значительно превосходил существующие в мире аналогичные паровозы того времени.
В 1946 году вступил в ВКП(б).
С 1957 года — главный конструктор Луганского тепловозостроительного завода.
До 1960 года одновременно работал сначала преподавателем и затем — доцентом кафедры локомотивостроения Ворошиловградского машиностроительного института.
С 1966 по 1976 год — директор Луганского тепловозостроительного завода имени Октябрьской Революции. Во время его руководства на заводе был создан тепловоз ТЭ109, ставший базовой моделью для серии тепловозов 07, 130, 131, 132, 142, TЭ114 и тепловоза 2ТЭ116. Продукция завода была отмечена Большими золотыми медалями на Пловдивской и Лейпцигской международных ярмарках в 1972, 1974 и 1975 годах.
В 1971 году завод был награждён орденом Октябрьской Революции за создание и освоение производства магистральных тепловозов, а Н. А. Турик был удостоен звания Героя Социалистического Труда.
Избирался депутатом Верховного Совета УССР 7 — 8 созывов.
С 1976 года преподавал в Ворошиловградском машиностроительном институте.
Скончался в 1998 году.

## Награды
- Герой Социалистического Труда — указом Президиума Верховного Совета СССР от 5 апреля 1971 года
- Орден Ленина
- Орден Трудового Красного Знамени — дважды